# Saint-André-la-Côte
Saint-André-la-Côte è un comune francese di 286 abitanti situato nel dipartimento del Rodano della regione Alvernia-Rodano-Alpi.

## Società

### Evoluzione demografica
Abitanti censiti